# Četiri godišnja doba
Četiri godišnja doba – minialbum serbskiego zespołu Bajaga i instruktori wydany w 1991 roku nakładem wytwórni Diskoton. Nagrań dokonano w kwietniu 1991 roku w studio nagraniowym należącym do zespołu.

## Lista utworów
| Nr | Tytuł utworu              | Słowa                  | Muzyka                 | Długość |
| -- | ------------------------- | ---------------------- | ---------------------- | ------- |
| 1. | „Dobro jutro (Leto)”      | Momčilo Bajagić Bajaga | Momčilo Bajagić Bajaga | 3:29    |
| 2. | „Uspavanka (Jesen)”       | Momčilo Bajagić Bajaga | Živorad Milenković     | 3:32    |
| 3. | „U koži krokodila (Zima)” | Momčilo Bajagić Bajaga | Momčilo Bajagić Bajaga | 2:54    |
| 4. | „Buđenje ranog proleća”   | Momčilo Bajagić Bajaga | Momčilo Bajagić Bajaga | 4:28    |
|    |                           |                        |                        | 14:23   |

## Twórcy
- Momčilo Bajagić Bajaga – śpiew, gitary, aranżacje, produkcja muzyczna
- Žika Milenković – śpiew, aranżacje
- Miroslav Cvetković – gitara basowa, aranżacje, produkcja muzyczna
- Nenad Stamatović – gitary
- Saša Lokner – instrumenty klawiszowe, aranżacje, produkcja muzyczna
- Vladimir Golubović – perkusja
- Jadranka Jovanović – śpiew (gościnnie)
- Aleksandar Habić, Branko Mačić – gitary (gościnnie)
- Goranka Matić – fotografie[1]